# Cromwell’s Bridge (Glengarriff)

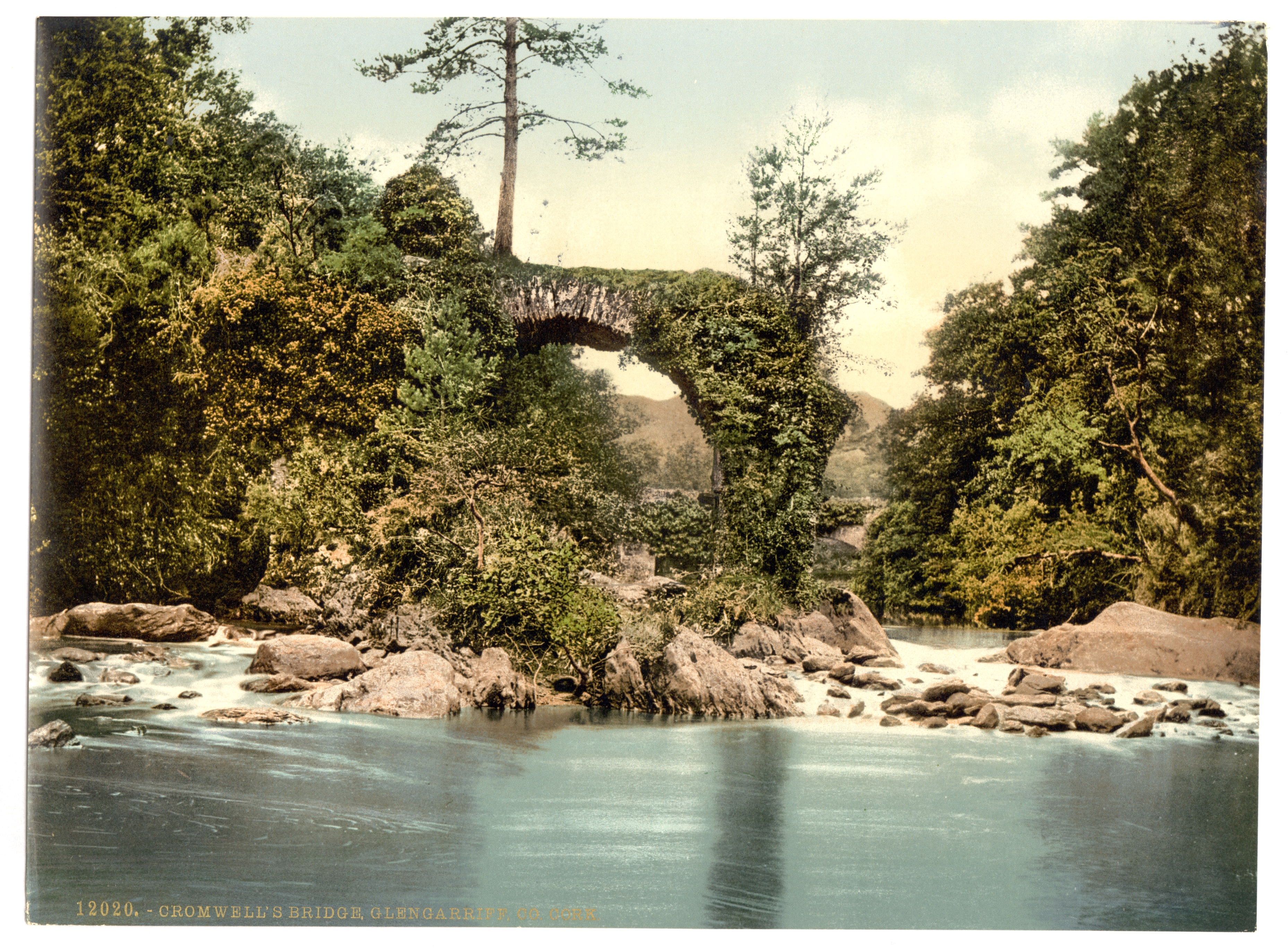
Cromwell's Bridge in einem Photochromdruck Ende des 19. Jahrhunderts

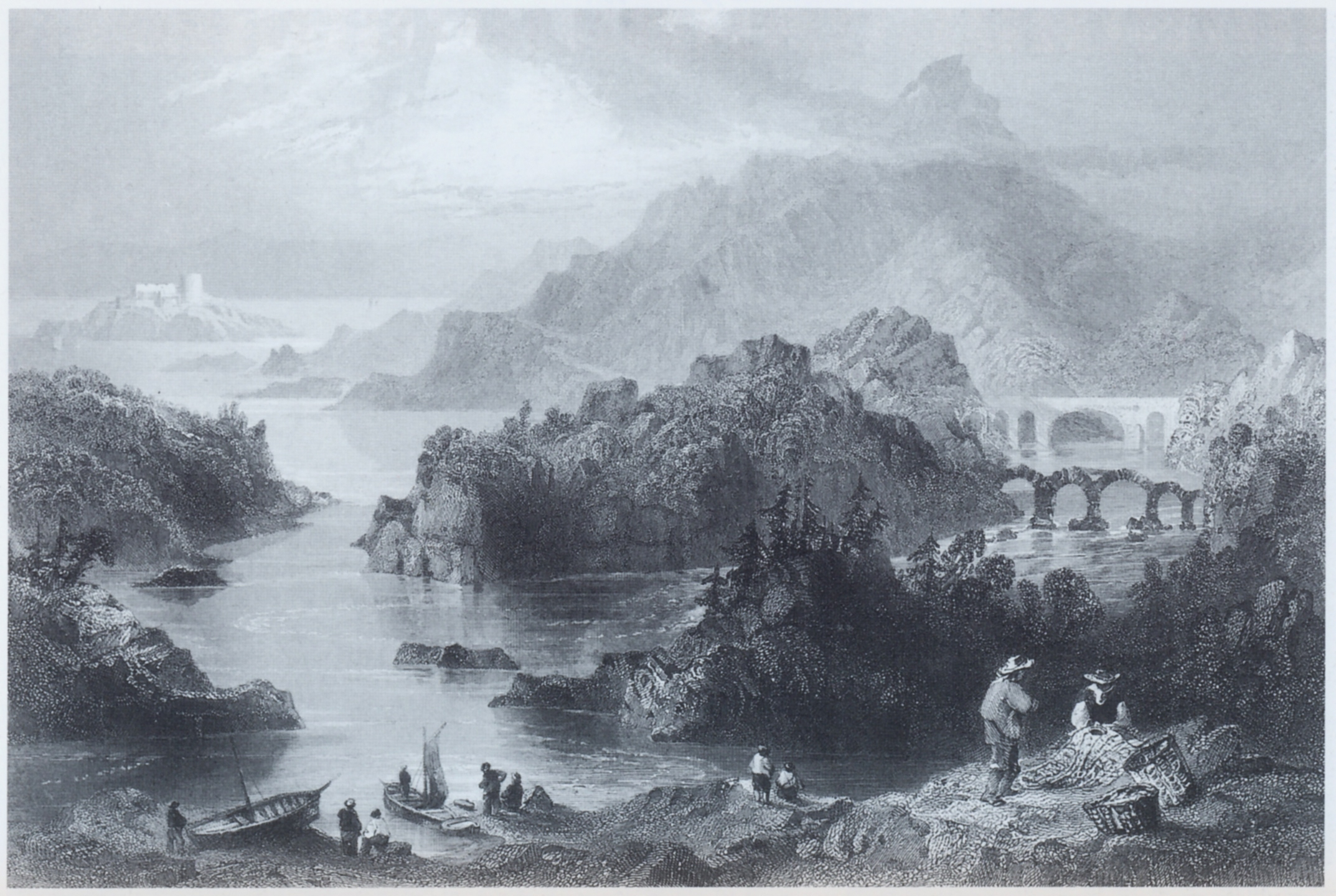
Zeichnung des englischen Illustrators W. H. Bartlett (1809–1854) von ca. 1842, die Cromwell’s Bridge rechts in der Mitte unterhalb der späteren Brücke zeigt.

Cromwell’s Bridge war eine Bogenbrücke aus Stein mit aufliegendem Fahrweg, die den Fluss Glengarriff direkt an der Mündung bei dem gleichnamigen Ort im irischen County Cork überquerte. Die Brücke ist auch unter dem Namen Keamagower bekannt, das in irischer Sprache Céim an Ghabhair (Ziegenweg) heißt.
Erhalten ist nur noch ein halbkreisförmiger Bogen am südlichen Ufer des Flusses, der etwa acht Meter in den Fluss hineinragt und eine Breite von 3,55 m hat. Der um 1842 entstandenen Zeichnung von Bartlett zufolge waren es ursprünglich fünf Bögen. Vom mittleren Bogen sind noch einige Keilsteine erhalten. Die spitz zulaufenden Enden der Strompfeiler, die dem Brechen der Wellen dienten, erstreckten sich bis zur vollen Höhe der Brücke.
Bis Mitte des 19. Jahrhunderts ließ sich Glengarriff praktisch nur auf dem Seewege erreichen. Die wenigen Wege und auch diese Brücke dienten nur dem Viehtrieb, den Fußgängern und den Pferdewagen. Die Brücke wurde wohl von den erst im 17. Jahrhundert in Glengarriff angesiedelten englischen Siedlern erbaut. Oliver Cromwell, der 1649 bis 1653 Irland zurückeroberte und auf den die Brücke namentlich Bezug nimmt, war selbst nie in Glengarriff. Es war jedoch nicht unüblich, Brücken und Bauwerke der Engländer aus dieser Zeit mit dem Namen Cromwells zu versehen. Weitere Beispiele in der Nähe von Glengarriff sind Cromwell’s Road, ein nicht mehr genutzter, mit Steinmauern versehener Weg, und eine weitere Cromwell’s Bridge über einen Bergbach am Shrone Hill.
Im 19. Jahrhundert entsprach die alte Brücke zusammen mit der Szenerie dem romantischen Ideal, so dass sie durch Zeichnungen und Fotografien früh bekannt wurde. Joseph Stirling Coyne beschrieb dies um 1842:

„The most extensive view of the glen is to be obtained from the steep on the old Berehaven road, near Cromwell's Bridge, from whence the spectator beholds the dark woods, hills, and rushing streams of Glengariff, the lofty mountains of Berehaven, the bold shores of Bantry Bay, and, afar off, the line of ocean, bounding all with its dark blue cincture.“